# یواس‌اس انکاس (ای‌تی-۵۱)
یواس‌اس انکاس (ای‌تی-۵۱) (به انگلیسی: USS Uncas (AT-51)) یک کشتی بود که طول آن ۱۱۹ فوت ۸ اینچ (۳۶٫۴۷ متر) بود. این کشتی در سال ۱۸۹۳ ساخته شد.